# Six Litanies for Heliogabalus
Six Litanies for Heliogabalus je třetí studiové album Johna Zorna a skupiny Moonchild Trio (Mike Patton, Joey Baron a Trevor Dunn). Album vyšlo v roce 2007 u Tzadik Records.

## Seznam skladeb
Všechny skladby napsal John Zorn.
| Pořadí | Název      | Délka |
| ------ | ---------- | ----- |
| 1.     | Litany I   | 7:53  |
| 2.     | Litany II  | 7:06  |
| 3.     | Litany III | 10:36 |
| 4.     | Litany IV  | 8:13  |
| 5.     | Litany V   | 4:30  |
| 6.     | Litany VI  | 6:16  |

## Sestava
- John Zorn – altsaxofon
- Joey Baron – bicí
- Trevor Dunn – baskytara
- Ikue Mori – elektronické efekty
- Mike Patton – hlasy
- Jamie Saft – varhany
- Martha Cluver – hlasy
- Abby Fischer – hlasy
- Kirsten Sollek – hlasy